# Seznam novozelandskih pesnikov
Seznam novozelandskih pesnikov.

## B
- James Keir Baxter

## F
- Janet Frame

## R
- William Pember Reeves

## Y
- Sonja Yelich